# Karl-Wiechert-Allee

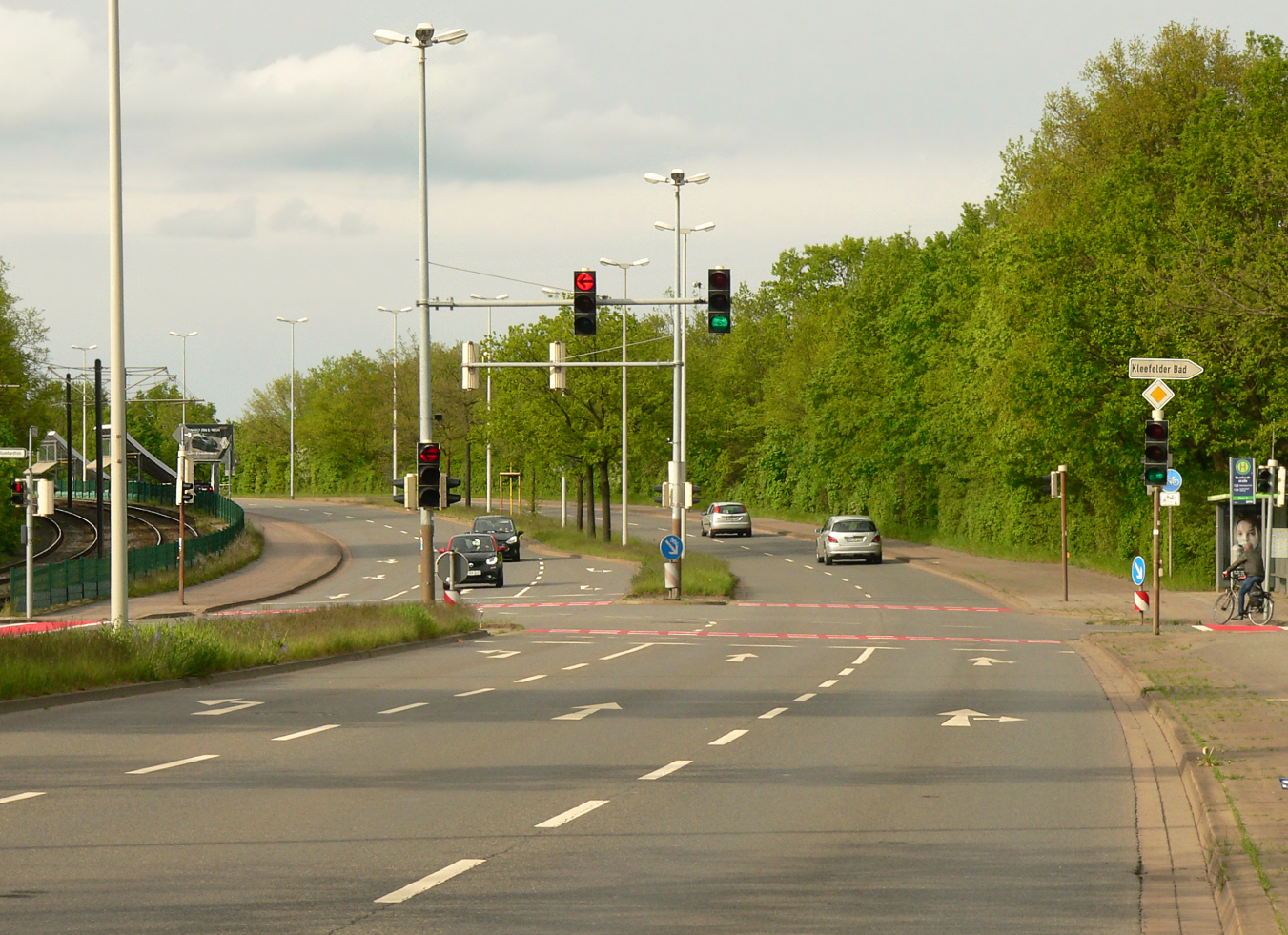
Karl-Wiechert-Allee nahe dem Bahnhof Karl-Wiechert-Allee

Die Karl-Wiechert-Allee ist eine vierspurige Durchfahrtsstraße in Hannover, die durch den Bezirk Buchholz-Kleefeld verläuft und 3,3 Kilometer lang ist. Große Teile der Karl-Wiechert-Allee gehören zur Landesstraße L384.

## Verlauf
Die Karl-Wiechert-Allee verläuft vom Weidetorkreisel im Norden zum Nackenberg und zur Kirchröder Straße im Süden. Westlich der Karl-Wiechert-Allee befinden sich die Gebäude der Medizinischen Hochschule Hannover, östlich befinden sich die Großwohnsiedlung Roderbruch, mehrere Niederlassungen von Versicherungen sowie der Telemax, dem höchsten Bauwerk Hannovers. Südlich befindet sich auch das Krankenhaus Annastift, der S-Bahnhof Karl-Wiechert-Allee und die Stadtbahnlinie 4.

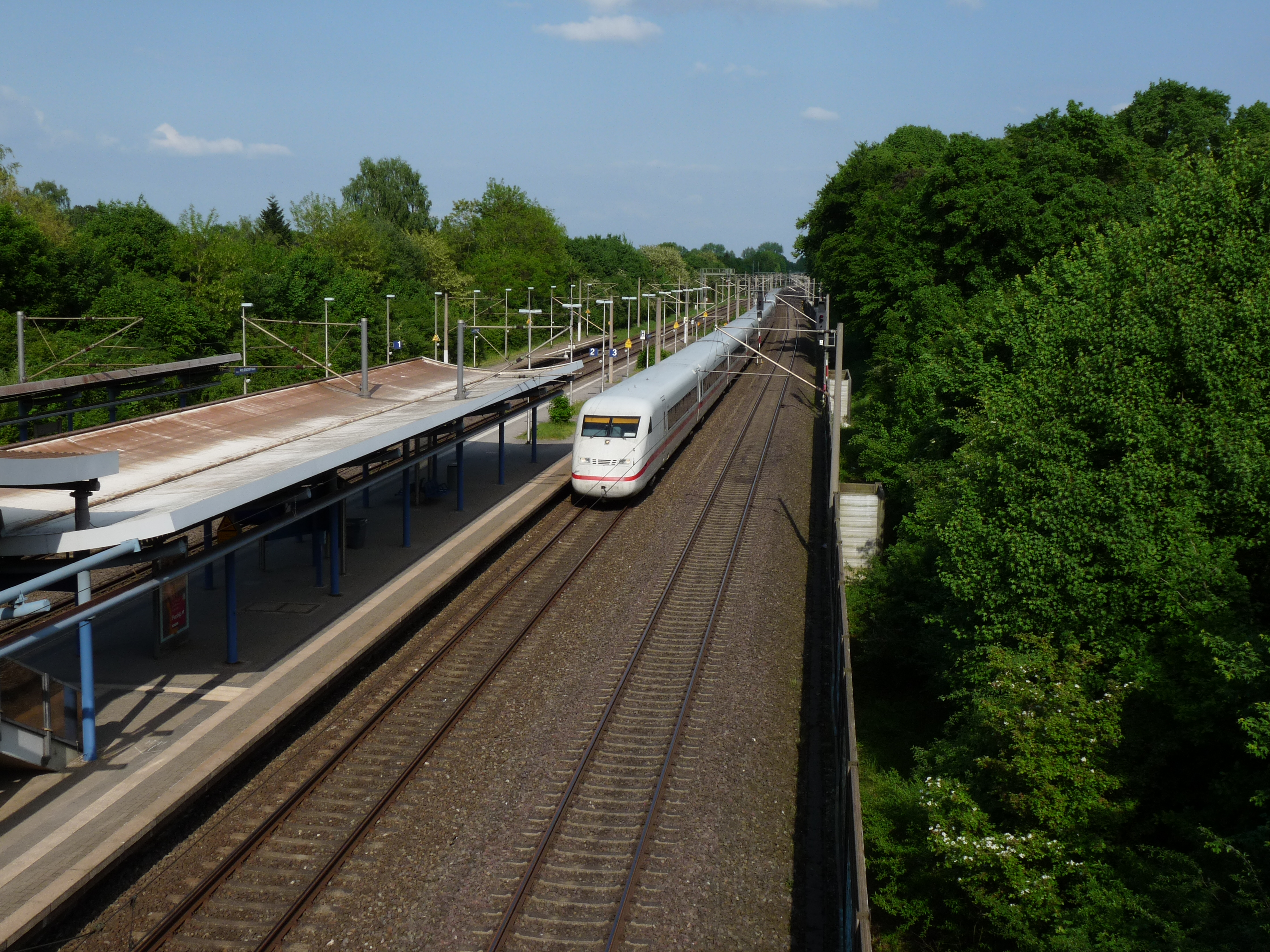
Bahnhof Karl-Wiechert-Allee

## Geschichte
Die Straße ist nach Karl Wiechert benannt, einem früheren Politiker Hannovers und ehemaligen KZ-Häftling. Sie war Teil des autofreundlichen Stadtplanungskonzeptes in der Nachkriegszeit.